# Cryptobelus gestroi
Cryptobelus gestroi là một loài bọ cánh cứng trong họ Cerambycidae.